# Jozefina Skenderović
Jozefina (Jozefa) Skenderović (Tavankut, 14. lipnja 1952.), naivna umjetnica u tehnici slame iz Subotice, rodom bačka Hrvatica. Po struci je profesorica kemije i fizike.

## Životopis
Rodila se je 1952. u Tavankutu. 
Kad su se 1980-ih aktivirale slikarice-slamarke koje su se nakon dugogodišnjeg zamiranja aktivnosti Likovne sekcije, došle su i nove umjetnice, a među njima je 1979. došla Jozefa Skenderović. Godine 1986. je Likovna sekcija prerasla u Koloniju naive u tehnici slame. Sazivi tih kolonija su reafirmirali već prije poznate Katu Rogić, Mariju Ivković Ivandekić, Margu Stipić, Rozaliju Sarić, ali i nove članice kolonije, među kojima i samu Jozefinu Skenderović, Anu Crnković,  Mariju Dulić, Eminu Sarić, Mariju Vojnić i dr. 1992. je godine Jozefa Skenderović postala voditeljicom Likovne sekcije slamarskog odjela HKPD Matija Gubec iz Tavankuta.
Redovito izrađuje krunu od slame, simbol tavankutske Dužijance. 2008. je godine bila autoricom krune Dužijance u Subotici, koja je simbolizirala Godinu sv. Pavla.
Voditeljica je slamarske sekcije V. Međunarodne kolonije mladih Ernestinovo.
Njeno poznato djelo je slika u tehnici slame s logom proslave 800. obljetnice Franjevačkoga reda. Franjevcima su ju darovali vjernici Subotičke biskupije "u znak zahvalnosti za svu pastoralnu skrb i ljubav iskazanu im u proteklim stoljećima". Osim tog, poznati njen rad koji je predan na dar Crkvi slika je od slame koju je predala na završnoj proslavi jubilarne godine u povodu 100. obljetnice smrti sv. Male Terezije od Djeteta Isusa 1. listopada 1997.  u somborskom karmelićanskom samostanu, kad su svoje umjetničke slike od slame kao dar uručile Marija Dulić, Eržebet Gubičak i Eržebet Virag.
Kruna od slame koju je izradila povodom jubileja Dužijance, našla se na poštanskim markama. U istoj seriji su djela Kate Rogić, Marije Ivković Ivandekić i Augustina Jurige.
Svoja djela je prvi put izlagala 1980. godine, a do 1998. je godine izlagala na 93 izložbe diljem države.
Protagonistica je dokumentarnog filma Branka Ištvančića Od zrna do slike.
2012. je dobila nagradu Ivan Antunović.

## Vanjske poveznice
- HKPD Matija Gubec  Arhivirana inačica izvorne stranice od 4. veljače 2014. (Wayback Machine) Otvorenje Izložbe slamarki iz Tavankuta, u Budimpešti (Mađarska), 1996.
- HKPD Matija Gubec  Arhivirana inačica izvorne stranice od 4. veljače 2014. (Wayback Machine) Dio sudionika Kolonije naive u tehnici slame, Tavankut, 1986.
- HKPD Matija Gubec  Arhivirana inačica izvorne stranice od 4. veljače 2014. (Wayback Machine) Sudionici Šestog susreta Prve kolonije slamarki, Tavakut, 1991.
- HKPD Matija Gubec  Arhivirana inačica izvorne stranice od 3. veljače 2014. (Wayback Machine) Slika Jozefe Skenderović: Bunjevka prid ogledalom, slama, 1995.
- HKPD Matija Gubec  Arhivirana inačica izvorne stranice od 4. veljače 2014. (Wayback Machine) Slika Jozefe Skenderović: Bunjevačko momačko kolo, slama, 1996.
- Femina Creativa  Arhivirana inačica izvorne stranice od 26. svibnja 2012. (Wayback Machine) Slika Jozefine Skenderović: Kraljice